# Chiesa di Sant'Eusebio (Firenze)
La chiesa di Sant'Eusebio è stata un edificio sacro di Firenze, già posta sul Prato di Ognissanti e successivamente demolita.

## Storia
Una prima chiesetta dedicata al santo piemontese Eusebio di Vercelli doveva trovarsi almeno dal XII secolo nella strada che usciva dalla Porta a San Paolo nella prima cerchia comunale delle mura, come prolungamento dell'attuale via Palazzuolo. Davanti ad essa sorse, nel 1186, l'ospedale di San Jacopo a Sant'Eusebio, fondato da Vinciguerra Donati e destinato a lebbrosario cittadino. La chiesa dovette essere demolita quando su quel lato della strada venne a costituirsi slargo del Prato di Ognissanti, destinato a mercato del bestiame, incluso nelle mura arnolfiane. 
La titolazione a sant'Eusebio restò tuttavia all'ospedale e al suo oratorio, che veniva per lo pià chiamato "di Sant'Eusebio" o di "San Sebio". 
Il complesso del lebbrosario fu smantellato nel 1534 e trasformato nel monastero di Sant'Anna sul Prato, a sua volta soppresso nel 1808 e demolito per costruire il palazzo Sonnino. 